# Списак НТТР статус кодова
Следи листа Hypertext Transfer Protocol (HTTP) одговора статус кодова. Ово укључује кодове из IETF интернет стандарда. Прва цифра статус кода одређује једну од пет класа одговора. Изрази који су коришћени су стандардни примери, мада је могуће користити и неке алтернативне изразе који су читљиви за човека. Уколико није другачије наведено, статус кодови су део HTTP/1.1 стандарда.
Мајкрософт понекад користи додатне децимале да би пружили детаљније информације али ти кодови овде нису наведени.

## 1xx Информациони
Захтев примљен, процес се наставља.
Ова класа статус кодова означава привремени одговор, који се састоји само од статусне линије, и опционо хедера, а ограничен је празном линијом. Пошто HTTP/1.0 није дефинисао статус кодове облика 1хх, сервери можда неће послати никакве 1хх статус кодове клијенту осим у експерименталним условима.
100 Наставити
Ово значи да је сервер примио захтев заглавља, а да клијент треба да пошаље захтев за тело. Ако је захтев за тело велики, слање захтева на сервер када је претходни захтев већ одбијен је неефикасно. Да би се проверило да ли је сервер уредно одговорио на захтев клијента, клијент треба да прими статусни код 100 као знак да је све прошло како треба и да треба наставити са захтевима.
101 Пребацивање протокола
Ово значи да је клијент упитао сервер да замени протокол а сервер га обавештава да ће то и да уради.
102 Обрада (WebDAV;  2518)
Како WebDAV захтеви могу да садрже више под-захтева који укључују операције са фајловима, то може да захтева више времена за извршавање захтева. Овај код сигнализира да је сервер примио и да обрађује захтев, али да одговор још увек није доступан. Ово штити клијента од истека времена и губитка захтева.

## 2xx Успех
Ова класа статус кодова сигнализира да је клијент примио оно што је захтевао односно да је све прошло како треба.
200 OK
Стандардни одговор за успешне HTTP захтеве. Одговор зависи од методе која је коришћена за слање захтева. Код GET методе, одговор ће садржати ентитет који одговара траженом захтеву. А код POST методе одговор ће садржати ентитет који описује или садржи резултат акције.
201 Креирано
Захтев је испуњен и резултовао је стварањем новог ресурса.
202 Прихваћено
Захтев је прихваћен на обраду, али обрада још није завршена.
203 Неауторитативне информације (почев од HTTP/1.1)
Сервер је успешно обрадио захтев, али враћа информацију која је можда из другог извора.
204 Без садржаја
Сервер је успешно обрадио захтев, али не враћа никакав садржај.
205 Ресетовање садржаја
Сервер је успешно обрадио захтев, али не враћа никакав садржај. За разлику од 204 статус кодова, овај одговор тражи од клијента да подносилац захтева ресетује садржај документа.
206 Парцијални садржај
Сервер доставља само део садржаја ресурса који је клијент захтевао. За настављање овако прекинутих преузимања користе се разни алати као wget.
207 Мулти-статус (WebDAV;  4918)
Тело поруке које је садржано у XML поруци и може да садржи број раздвојених одговора статус кодова, зависно он тога колико под-захтева је направљено.
208 Већ одговорено (WebDAV;  5842)
Чланови једне DAV су већ наведене у претходном одговору на овај захтев, а нису поново укључене.
226 IM коришћен ( 3229)
Сервер је испунио GET захтев за ресурс а одговор је представљен у одговору за једну или више инстанци-манипулација примењених на тренутну инстанцу.

## 3xx Редирекција
Клијент мора да предузме додатне мере да би се захтев извршио.
Ова класа кодова статуса указује да треба предузети неку акцију како би се захтев извршио. Та радњу може предузети кориснички агент без интеракције са корисником ако и само ако метода која се користи у другом захтеву је GET или HEAD. Кориснички агент не би смео да аутоматски извршава редирекцију више од пет пута, јер такве радње обично указују на бесконачне петље. 
300 Вишеструки избор
Указује на вишеструку опцију коју клијент може да изабере. Она, за инстанцу, може бити коришћена да презентује различите формате опција за видео, листе фајлова са различитим екстензијама...
301 Трајно померен
Овај и сви будући захтеви треба да буду усмерени на дати URI.
302 Пронађен
Ово је пример индустријске праксе контрадикторних стандарда. HTTP/1.0 спецификација захтева од клијента да изврши привремена преусмеравања
303 Погледај друге (почев од HTTP/1.1)
Одговор на захтев може бити пронађен под другим URI коришћењем GET методе. Када је примљен одговор POST методом, требало би претпоставити да је сервер примио податке и преусмеравање треба извршити одвојеном GET методом.
304 Немодификовано
Показује да ресурс није модификован откако је верзија спецификована од стране захтева хедера. Ово значи да нема потребе за реемитовањем ресурса, откако клијент има претходно скинуту копију.
305 Користи прокси (почев од HTTP/1.1)
Захтевани ресурс је доступан само кроз прокси, чија је адреса прослеђена кроз одговор. Многи HTTP клијенти (као Mozilla и Internet Explorer) не рукују коректно овим одговорима кроз статусне кодове, примарно из безбедносних разлога.
306 Замена проксија
Не користи се више.
307 Привремено преусмеравање (почев од HTTP/1.1)
У овом случају, захтев би требало да буде поновљен коришћењем другог URI-ја. Какогод, будући захтеви би требало да и даље користе оригинални URI. За разлику од тога како је код 302 историјски имплементиран, није дозвољено мењати методу захтева када се понавља оригинални захтев. Што би значило да за одређену инстанцу, понављање захтева мора бити обављено баш оном методом која је коришћена при првом захтеву.
308 Трајна редирекција (одобрена као експериментална RFC)
Захтев, и сви будући захтеви би требало да буду поновљени коришћењем другог URI-ја. 307 и 308 (као што је предложено) паралелно понашањем 302 и 301, али не дозвољава мењање HTTP методе. Тако на пример форма за трајну редирекцију ресурса се може несметано наставити.

## 4xx Грешке на страни клијента
Класа 4xx статус кодова је намењена за случајеве када се грешке јаве на страни клијента. Са изузетком одговора преко HEAD упита, када сервер треба да укључи ентитет који садржи објашњење настале грешке, небитно да ли је она трајна или привремена. Ови кодови статуса су примењиви на све методе захтева. Кориснички агенти би требало да прикажу и прикључе ентитет кориснику.
400 Лош захтев
Захтев не може бити испуњен због лоше синтаксе.
401 Неауторизован
Слично као 403 забрањен, али специјално за коришћење у случајевима кад је захтевана аутентификација, па није прошла или још увек није одобрена. Одговор може да укључи WWW-аутентификацију хедера који садржи изазов који је могуће применити на захтевани ресурс.
402 Плаћање обавезно
Резервисано за коришћење у будућности. Првобитна намера је била да се овај код може користити као неки вид дигиталног новца, али се то није догодило.
403 Забрањен
Упит је био валидан, али сервер одбија да одговори. На серверима где је потребна потврда идентитета, то обично значи да су акредитиви успешно идентификовани али да они још увек не одобравају клијенту приступ ресурсима.
404 Није пронађен
Тражени ресурс није пронађен али ће можда бити доступан поново у будућности.
405 Метода није дозвољена
Захтев је направљен од ресурса коришћењем метода захтева који нису подржани од стране ресурса.
406 Није прихватљиво
Захтевани ресурс је способан само за генерисање садржаја који нису прихватљиви од стране 'Прихватљивих хедера' послатих у захтеву.
407 Потребна идентификација проксија
Клијент мора прво да се идентификује проксијем
408 Захтев истекао
Истекло време на серверу док је чекан захтев. Према W3 HTTP спецификацијама:Клијент није послао захтев за време које је предвиђено на серверу за чекање. Клијент може да понови захтев без модификација било кад касније.
409 Конфликт
Указује на то да захтев не може бити обрађен јер долази ко конфликта у захтеву.
410 Нестао
Указује на то да захтевани ресурс више није доступан, и неће бити доступан поново. Ово може да се користи када се ресурс обрише трајно. Добијањем кода 410 клијент не би требало да захтева ресурс поново у будућности. Клијенти као што су претраживачке машине треба да обришу овај ресурс из својих индекса.
411 Потребна дужина
Захтев није спецификовао дужину свог садржаја, што је неопходно према захтеваном ресурсу.
412 Неуспели предуслов
Сервер не подржава неки од предуслова које је захтевач ставио у захтев.
413 Захтевани ентитет превелик
Захтев је већи него што је сервер вољан или у могућности да обради.
414 Тражени URI предугачак
Обезбеђен URI је предугачак да би га сервер обрадио.
415 Неподржан тип медија
Тражени ентитет садржи тип медија који сервер или ресурс не подржава.
416 Тражени опсег није задовољив
Клијент је тражио део датотеке али сервер не може да понуди тај део.
417 Неуспело очекивање
Сервер не може да испуни захтеве од очекиваног захтева хедера.
418 Ја сам на шољици чаја ( 2324)
Овај код је дефинисан 1998 као једна првоаприлска шала и не очекује се да буде имплементиран на HTTP серверима.
419 Идентификација истекла
Није део HTTP стандарда, овај код указује на то да је претходно валидна идентификација истекла. Користи се као алтернатива кода 401.
420 Побољшајте вашу смиреност (Twitter)
Није део HTTP стандарда, али је враћена од стране Twitter Search и Trends API када клијент досегне одређени рејтинг.
422 Необрадиви ентитет (WebDAV;  4918)
Захтев је добро формиран али је немогуће детектовати семантичке грешке.
423 Закључан (WebDAV;  4918)
Ресурс ком је приступљено је закључан.
424 Неуспела зависност (WebDAV;  4918)
Неуспешан захтев због неуспешности претходног захтева.
424 Неуспешна метода (WebDAV)
Указује на методу која није извршена над одређеним ресурсом у оквиру њеног делокруга, јер неки део извршавања ове методе није успео па ће цела метода бити прекинута.
425 Несортирана колекција (Internet draft)
Дефинисана у драфтовима "WebDAV Advanced Collections Protocol",
426 Потребна надоградња ( 2817)
Клијент може да се пребаци на други протокол као што је TLS/1.0.

428 Обавезан предуслов ( 6585)
Оригинални сервер захтева да захтев буде условљен. Циљ му је да спречи проблем приликом ажурирања, у случају када је трећа страна мењала нешто на серверу што је довело до сукоба.

429 Превише захтева ( 6585)
Корисник је послао превише захтева за одређено време.
431 Захтевана поља хедера превелика ( 6585)
Сервер није вољан да обради захтев због тога што су нека индивидуална поља хедера, или су сва поља хедера превелика.

444 Нема одговора (Nginx)
Коришћено у Nginx логовима да укаже на то да је сервер вратио информацију клијенту и затворио конекцију.

449 Покушајте поново са (Microsoft)
Мајкрософтова екстензија. Захтев треба да се понови након што се предузму одговарајуће радње.
Често претраживачке машине или неке апликације игноришу потребне параметре.
450 Блокирано од стране Windows родитељске контроле (Microsoft)
Мајкрософтова екстензија. Ова грешка се јавља кад је укључена Windows родитељска контрола и блокира приступ одређеној веб страници.
451 Недоступно због правних разлога (Internet draft)
Дефинисано у интернет драфту "A New HTTP Status Code for Legally-restricted Resources". Намењен да се користи када ресурс није доступан из правних разлога.
451 Редирекција (Microsoft)
Коришћена у Exchange ActiveSync ако постоји ефикаснији сервер или сервер не може да приступи поштанском сандучету корисника.
494 Захтевани хедер превелик (Nginx)
Nginx интерни код сличан са 412 али је представљен раније
497 HTTP у HTTPS (Nginx)
Nginx интерни код коришћен за HTTP захтев који је послат на HTTPS порт да би га разликовали од 4XX у логу о грешкама редирекције странице.
499 Затворен захтев од стране клијента (Nginx)
Коришћен у Nginx логовима да укаже кад конекција буде затворена од стране клијента док сервер и даље обрађује захтев, при том онемогућавајући сервер да пошаље код статуса.

## 5xx Грешке на страни сервера
Сервер није успео да испуни наизглед исправан захтев.
Статусни кодови који почињу цифром 5 показују случајеве у којима је до грешке дошло на страни сервера. Осим када је у питању HEAD захтев, сервер треба да да ентитет који садржи објашњење грешке, и да да индикатор да ли је грешка трајне или тренутне природе. Исто тако, кориснички агенти треба да покажу прикључен ентитет кориснику. Ови кодови се могу применити на све методе захтевања.
500 Интерна сервер грешка
Генеричка порука о грешци, враћа се кад нема специфичнијих порука које су погодне за дату ситуацију.
501 Није имплементирана
Сервер не препознаје методу захтева, или није у стању да испуни захтев.
502 Bad Gateway
Сервер је деловао као gateway или прокси и примио је неважећи одговор од сервера за отпремање.
503 Сервис недоступан
Сервер је тренутно недоступан (јер је преоптерећен или због одржавања). Генерално, ово је тренутно стање.
504 Gateway Timeout
Сервер је деловао као gateway или прокси и није примио на време одговор од сервера за отпремање.
505 HTTP неподржана верзија
Сервер не подржава верзију HTTP протокола који је коришћен у захтеву.
507 Недовољна меморија (WebDAV;  4918)
Сервер није у могућности да сачува репрезентацију која је потребна да би се захтев извршио.
508 Детектована петља (WebDAV;  5842)
Сервер је открио бесконачну петљу док је обрађивао захтев.
509 Проток лимита прекорачен (Apache bw/limited extension)
Овај код статуса, док је коришћен од стране многих сервера, није спецификован ни у једном RFCs.
510 Није продужен ( 2774)
Даља проширења захтева су потребна да би га сервер обрадио.
511 Потребна идентификација мреже ( 6585)
Клијент треба да се идентификује да би добио приступ мрежи(нпр. када се тражи сагласност са условима коришћења пре него што дамо пун приступ Интернету преко Wi-Fi hotspot-а).